# Giovanna d'Arco

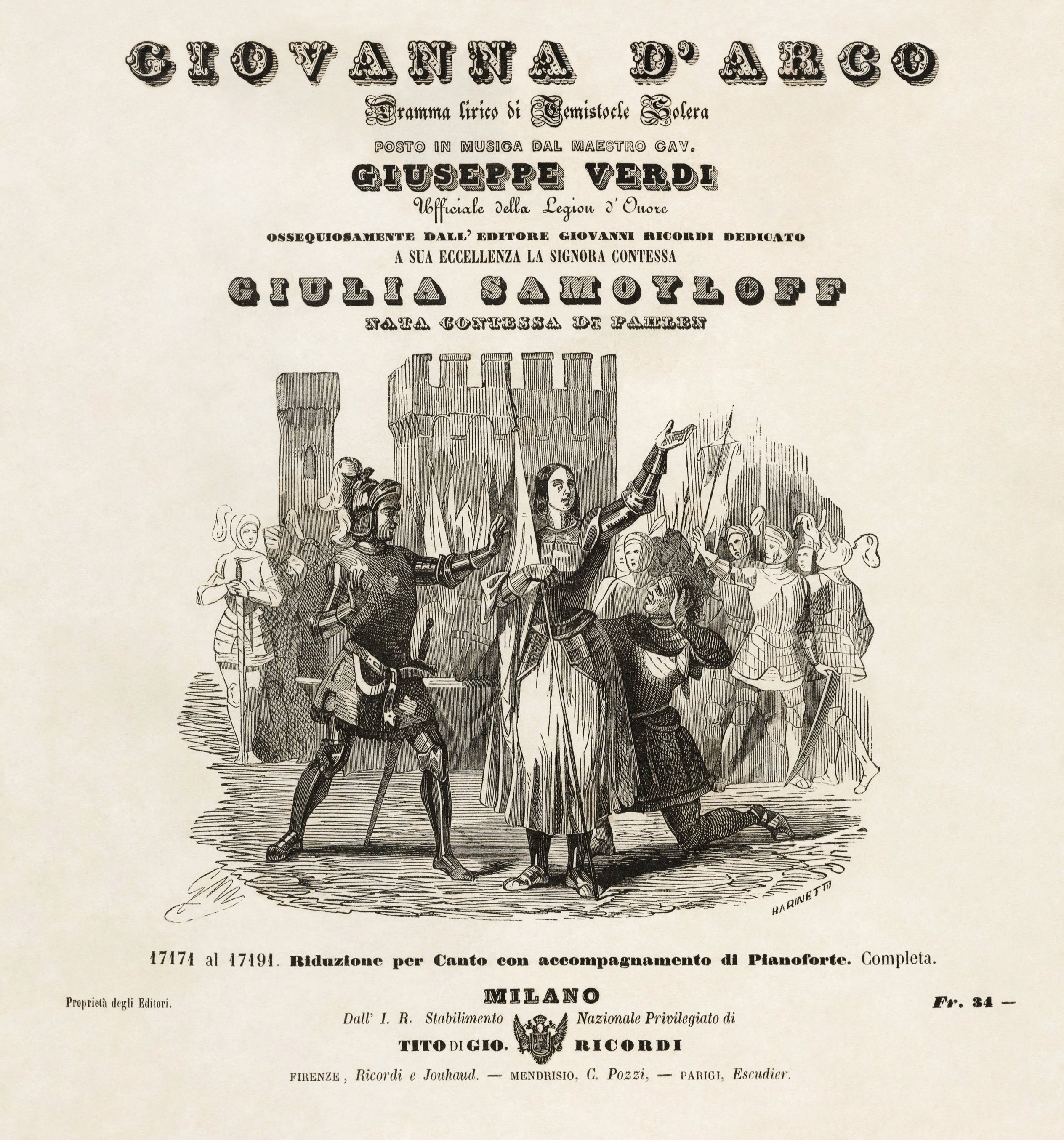
titelpagina

Giovanna d'Arco (Jeanne d'Arc) is een opera (dramma lirico) met een proloog en drie bedrijven van Giuseppe Verdi op een Italiaans libretto van Temistocle Solera.
De opera gaat, zoals de naam al aangeeft, min of meer over Jeanne d'Arc en is losjes gebaseerd op het toneelstuk Die Jungfrau von Orleans van Friedrich von Schiller. Solera ontkende dit in brieven aan Verdi's uitgever, en beweerde dat het werk "geheel en al een oorspronkelijk Italiaans drama" was.

## Uitvoeringsgeschiedenis
Verdi´s zevende opera werd voor het eerst uitgevoerd in het Teatro alla Scala in Milaan, op 15 februari 1845. De eerste Giovanna was Erminia Frezzolini, die twee jaar eerder had gezongen in Verdi's (en Solera's) I Lombardi alla prima crociata. Ze zong samen met haar echtgenoot, de tenor Antonio Poggi die de rol had van Charles, de koning van Frankrijk. Bariton Filippo Colini had de rol van Giovanna's vader Giacomo.

## Rolverdeling
- Giovanna - sopraan

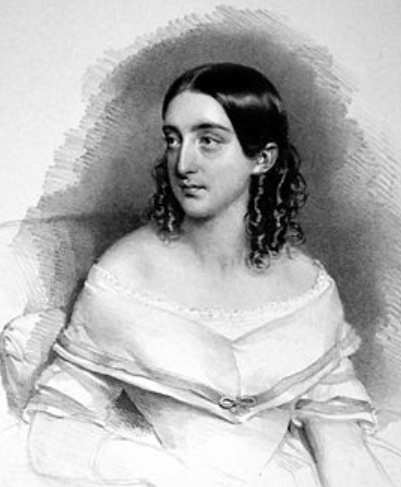
Erminia Frezzolini, de eerste Giovanna

- Carlo VII, Koning van Frankrijk - tenor
- Giacomo, herder en vader van Giovanna - bariton
- Talbot, een Engelse commandant - bas
- Delil, een Franse officier - tenor
- Franse en Engelse soldaten, Franse hovelingen, dorpsbewoners, edelen, engelen en demonen - koor

## Synopsis

### Proloog
Scène 1: Het Franse dorp Domremy
Charles (de nog niet gekroonde koning van Frankrijk) beschrijft aan zijn officieren en de dorpsbewoners zijn visioen, waarin de Maagd Maria hem beval zijn wapens neer te leggen aan de voet van een gigantische eikenboom, en zich over te geven aan het Engelse leger.
Scène 2: Een bos
Bij de gigantische eik bidt Giacomo voor de veiligheid van zijn dochter Giovanna, die ligt te slapen bij een heilige gedenkplaats. Charles komt aan, bereid zijn wapens neer te leggen aan de wortels van de boom. Ondertussen heeft de slapende Giovanna visioenen waarin een engel haar vraagt soldaat te worden en Frankrijk naar de overwinning te leiden. Ze schreeuwt dat ze klaar is om dat te doen. Charles hoort haar en beeft van haar moed. Haar vader weent omdat hij gelooft dat zijn dochter haar ziel verkocht heeft aan de duivel uit devotie voor de toekomstige koning.

### Eerste bedrijf
Scène 1: Nabij Reims
Commandant Talbot van het Engelse leger probeert zijn ontmoedigde soldaten, die gehoord hebben van Giovanna’s roeping, ervan te overtuigen dat hun op handen zijnde overgave aan de Fransen niet aan duistere krachten te wijten is. Giacomo arriveert en biedt aan zijn dochter aan de Engelsen uit te leveren, aangezien hij gelooft dat ze bezeten is van de duivel.
Scène 2: Het Franse hof in Reims
De voorbereidingen voor de kroning van Charles zijn begonnen. Giovanna verlangt terug naar haar eenvoudige leven. Charles bekent zijn liefde voor Giovanna. Ondanks haar gevoelens voor de koning beantwoordt ze zijn liefde niet, omdat de stemmen uit haar visioen haar waarschuwden voor de aardse liefde. Charles wordt naar de Kathedraal in Reims gebracht om gekroond te worden.

### Tweede bedrijf
Het plein bij de Kathedraal
De bewoners van Reims hebben zich verzameld op het plein van de Kathedraal om de overwinning van Giovanna op het Engelse leger te vieren. De Franse soldaten leiden Charles naar de Kathedraal. Giacomo heeft besloten dat hij zijn dochter, waarvan hij gelooft dat ze een pact met de duivel heeft gesloten, moet verstoten. Hij hekelt haar ten overstaan van de dorpelingen, die overtuigd raken, en klaagt haar aan wegens hekserij, hoewel de koning weigert te luisteren. Charles bepleit bij Giovanna dat zij zich moet verdedigen, maar ze weigert.

### Derde bedrijf
Op de brandstapel
Giovanna is gevangengenomen door het Engelse leger en haar wacht de dood op de brandstapel. Ze heeft visioenen over overwinningen op het slagveld, en smeekt God haar bij te staan, terwijl ze zegt dat ze haar gehoorzaamheid heeft getoond door haar wereldse liefde voor de koning te verloochenen, zoals de stemmen in haar eerdere visioen haar opdroegen. Giacomo hoort haar smeekbeden en realiseert zich dat hij zich vergist heeft. Hij maakt haar boeien los en ze ontsnapt. Ze haast zich naar het slagveld om de Franse nederlaag alsnog om te zetten in een overwinning.
Giacomo pleit bij de koning, eerst voor bestraffing en vervolgens voor vergeving, die Charles hem ook schenkt. Charles verneemt dat de Fransen alsnog hebben gewonnen , maar hoort ook dat Giovanna daarbij is gesneuveld. Als haar lichaam binnen wordt gebracht komt Giovanna plotseling tot leven. Giacomo eist zijn dochter op, en de koning bekent zijn liefde. De engelen zingen over verlossing en overwinning, terwijl Giovanna sterft en opstijgt naar de hemel.

## Belangrijke aria’s
- Pondo è letal martirio - Carlo VII in de proloog, scène 1
- Sotto una quercia parvemi - Carlo VII in de proloog, scène 1
- Sempre all'alba ed alla sera - Giovanna in de proloog, scène 2
- So che per via dei triboli - Giacomo in het eerste bedrijf, scène 1
- Franco son io - Giacomo in het eerste bedrijf, scène 1
- O fatidica foresta - Giovanna in het eerste bedrijf, scène 2
- Comparire il ciel m'ha stretto - Giacomo in het tweede bedrijf
- Quale al più fido amico - Carlo VII in het derde bedrijf
- Speme al vecchio ora una figlia - Giacomo in het derde bedrijf

## Geselecteerde opnamen
| Jaar | Rolverdeling (Giovanna, Carlo VII, Giacomo)          | Dirigent, operagezelschap en orkest                                 | Label                                 |
| ---- | ---------------------------------------------------- | ------------------------------------------------------------------- | ------------------------------------- |
| 1972 | Montserrat Caballe, Placido Domingo, Sherrill Milnes | James Levine, London Symphony Orchestra, Ambrosian Opera Chorus     | Audio CD: EMI Classics Cat: 7-63226-2 |
| 1990 | Susan Dunn, Vincenzo La Scola, Renato Bruson         | Riccardo Chailly, koor en orkest van het Teatro Comunale di Bologna | DVD: Kultur Cat: D4043                |